# نیکولا میلینکوویچ
نیکولا میلینکوویچ (انگلیسی: Nikola Milinković؛ زادهٔ ۱۹ مارس ۱۹۶۸) بازیکن سابق فوتبال اهل صربستان است که در پست هافبک بازی می‌کرد.